# القصر الملكي (تطوان)
القصر الملكي هو قصر ملكي مغربي يقع في تطوان بالمغرب، وكان المقر الرئيسي السابق للسلطة السياسية للحماية الإسبانية في المغرب من عام 1913 إلى عام 1956. ويضم القصر الحاكم السابق والقنصلية الإسبانية السابقة، والتي كانت في عصر الحماية تضم على التوالي الخليفة أو الممثل الشخصي لسلطان المغرب على الجانب الشمالي الغربي من المجمع، والمفوض السامي الإسباني على جانبه الجنوبي الشرقي. يقع القصر في ساحة الحسن الثاني، وهي مساحة حضرية تاريخية، في مدينة تطوان.

## تاريخ

### قصر الحاكم ثم قصر الخليفة

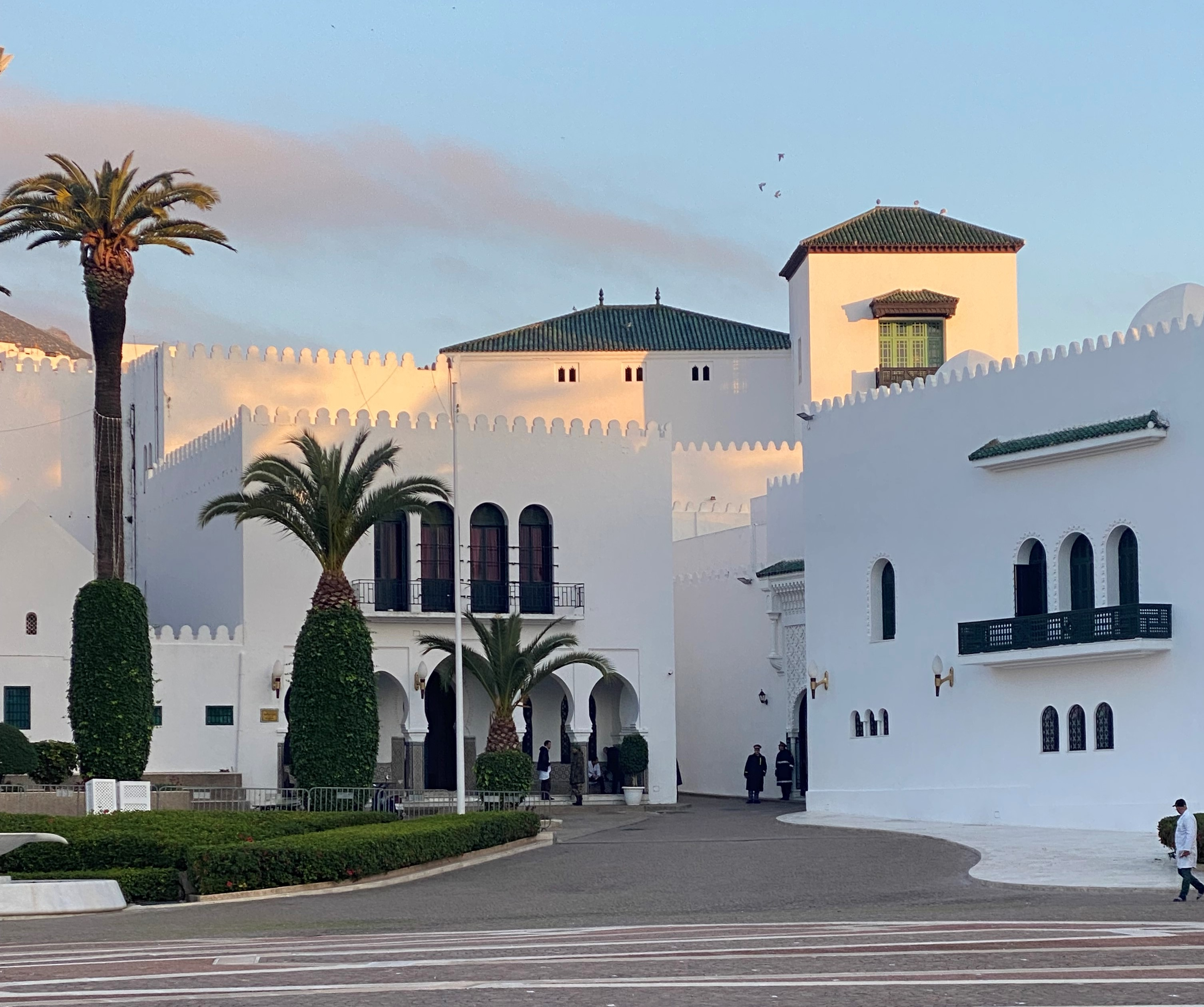
قصر الحاكم السابق ثم قصر الخليفة، وهو الآن جزء من القصر الملكي

بني أقدم مبنى في المجمع حوالي عام 1740 كقصر للحكومة المحلية (دار الإمرات). وفي عام 1913 أصبحت مقراً للخليفة، أي محمد مهدي ولد بن اسماعيل [الإسبانية] حتى وفاته سنة 1923، ثم ابنه الحسن بن المهدي بن إسماعيل حتى نهاية الحماية سنة 1956. رمم عدة مرات، ورمم في عام 1947 على تصميم الرسام ماريانو بيرتوتشي.

### القنصلية الإسبانية ثم المفوضية العليا

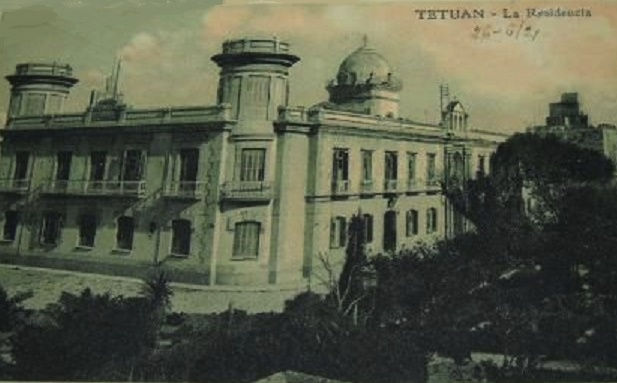
مقر إقامة المفوض السامي الإسباني، حوالي عام 1850. 1920

تأسست القنصلية الإسبانية بتطوان في أعقاب معاهدة واد راس التي أنهت الحرب الإسبانية المغربية (1859-1860)، والتي نصت أيضًا على إنشاء بعثة فرنسيسكانية في المدينة. صمم الكورونيل غيليس من فيلق المهندسين الإسباني المبنى الرئيسي للقنصلية، وبني بين عامي 1861 و1864. اكتمل بناء الكنيسة الفرنسيسكانية المجاورة له في عام 1866. في عام 1913، أصبح مبنى القنصلية مقر إقامة المفوض السامي للحماية الإسبانية المنشأة حديثًا في المغرب، والمعروفة أيضًا باسم المفوضية العليا (بالإسبانية: Alta Comisaría)‏. رمم لاحقًا في منتصف العقد الأول من القرن العشرين من المهندس المعماري لبلدية تطوان كارلوس أوفيلو كاستيلو [الإسبانية]، الذي أضاف البرجين الدائريين اللذين يحيطان بالواجهة الغربية للمبنى. في عام 1926، انتقلت البعثة الفرنسيسكانية بعيدًا عن المجمع وانتقلت إلى كنيسة Nuestra Señora de la Victoria المبنية حديثًا في التوسع الاستعماري الإسباني للمدينة (بالإسبانية: Ensanche de Tetuán)‏. أضيفت التصميمات الداخلية لمقر إقامة المفوض السامي مرة أخرى في أواخر الأربعينيات من القرن العشرين على يد المفوض السامي خوسيه إنريكي فاريلا.

### القصر الملكي
استخدم المجمع كقصر ملكي بعد استقلال المغرب في عام 1956 وإعلانه مملكة في 14 أغسطس 1957، ورمم في عهد الملك الحسن الثاني من قبل المصمم أندريه باكار [الفرنسية]. في عام 1988، جدد البناء وشيد جدار وبوابة ضخمة، وعزل مقر إقامة المفوض السامي السابق.